# Esmeralda (1896)
El Esmeralda fue un crucero acorazado de la Armada de Chile, y el cuarto buque de la citada Armada en portar ese nombre.

## Construcción

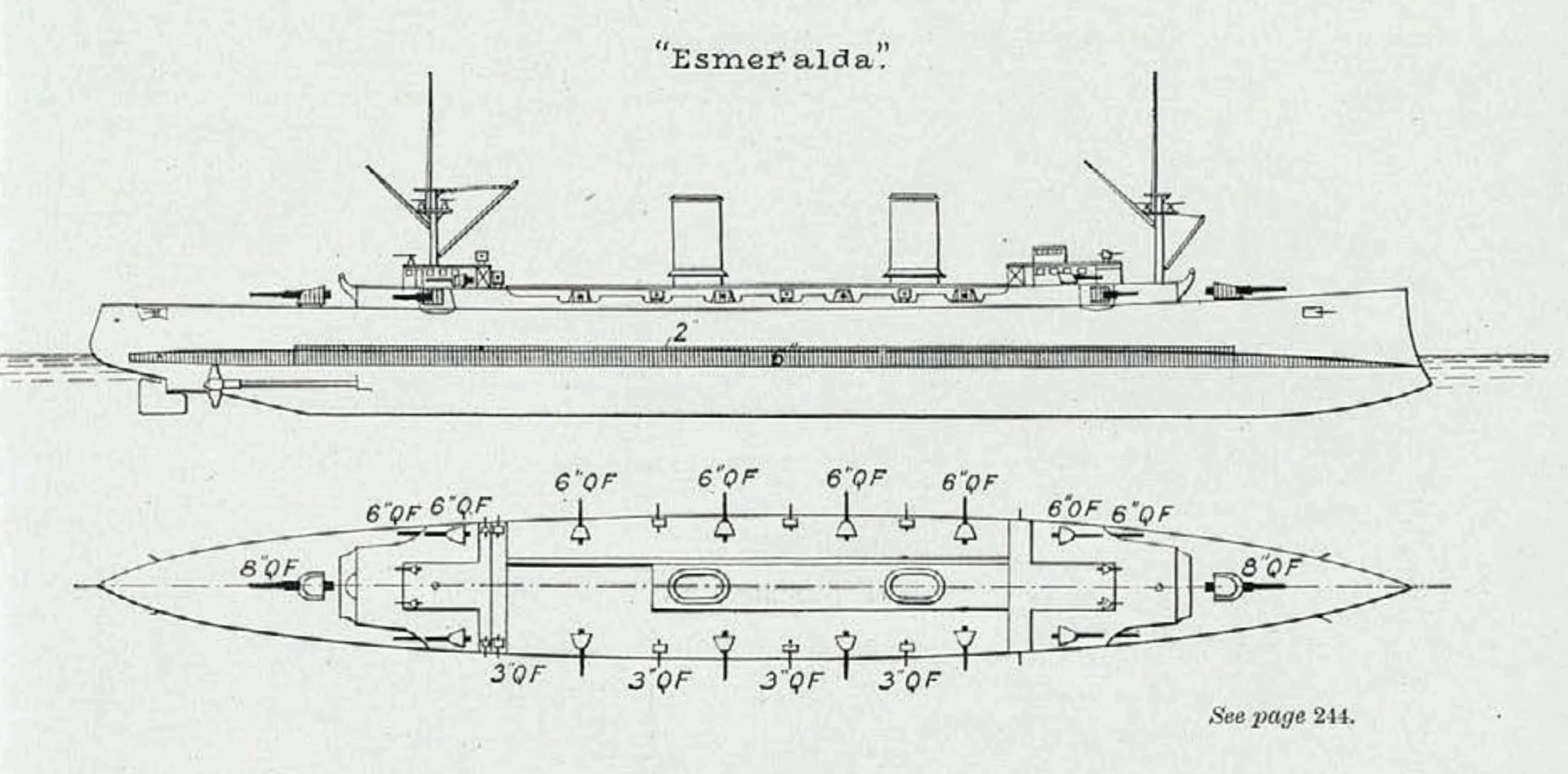
Planos del Esmeralda

Fue construido en Inglaterra por los astilleros Armstrong Mitchell and Co. Ltd, de Elswick, en Newcastle upon Tyne según diseño de Philip Watts. El 15 de mayo de 1895 se firmó el contrato de construcción.
La concepción de su diseño estaba basada en los resultados de la Batalla del río Yal que terminó con la guerra chino-japonesa, en la cual el volumen de fuego y la velocidad fueron los factores decisivos para la victoria japonesa.

## Descripción

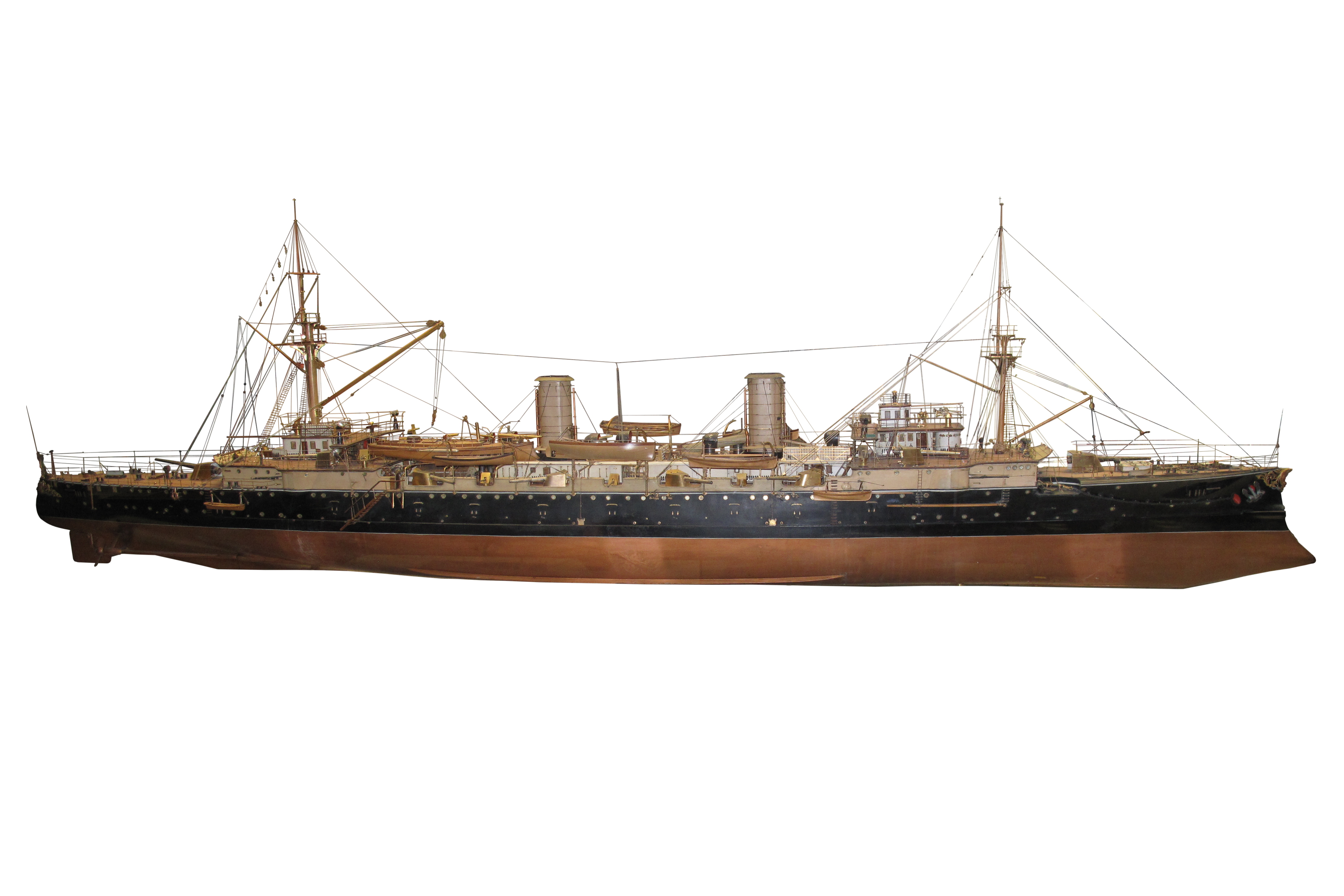
Maqueta del Esmeralda

Su casco estaba formado por acero forrado en madera y cobre y estaba dividido en 18 compartimientos estancos. Tenía dos máquinas de cuatro cilindros de triple expansión, dos hélices, dos calderas cilíndricas. La capacidad de sus carboneras era de 550 toneladas normalmente, 1350 toneladas como máximo. Su dotación era de 500 hombres.
Tenía cubierta corrida, acorazada con acero Harvey de 1" contigua a la coraza y de 2" en los extremos. Cinturón blindado de 6" que se extendía por 350 pies en la zona central del buque con una altura de 7 pies.

## Historia

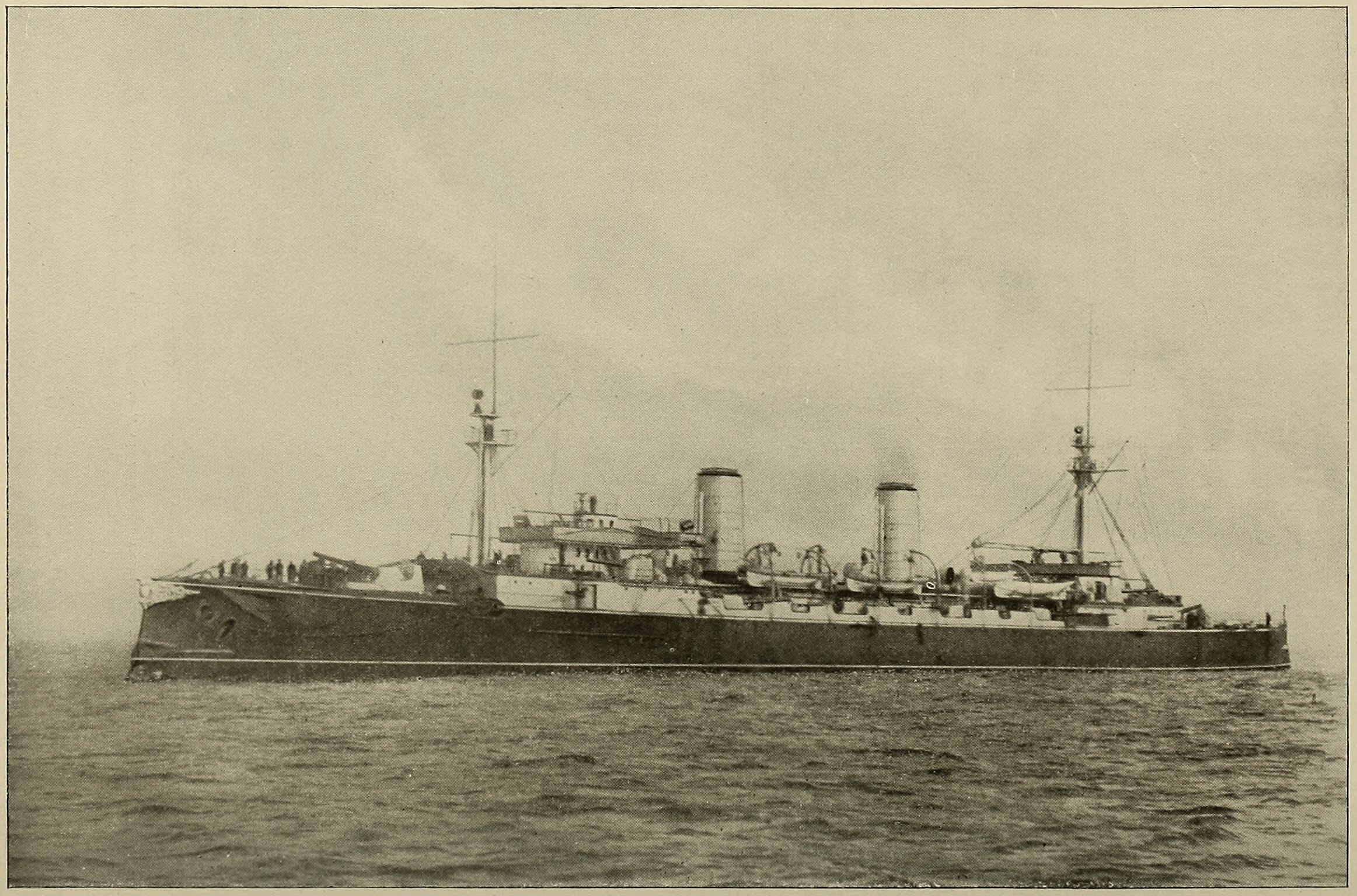
Ilustración del Esmeralda en 1897.

Fue botado el 4 de junio de 1896 y cuando fue puesto en servicio, el 4 de septiembre del mismo año, se le consideró uno de los cruceros más poderosos de su clase en el mundo, por haber sido construido a todo costo e incorporando los últimos adelantos tecnológicos del momento.[cita requerida]
Tras su incorporación, fue integrado en la Escuadra de Evoluciones. El 2 de mayo de 1910, zarpó junto al crucero O`Higgins a Buenos Aires para participar en la Revista Naval del centenario de la República Argentina. El 14 de septiembre del mismo año, participó en la Gran Revista Naval celebrada con motivo del centenario de Chile.
Fue reacondicionado en 1910, cambiándosele las calderas cilíndricas por calderas multitubulares Niclausse y retirándole 4 cañones de 6" de la superestructura.
Tras quedar desfasado por los avances tecnológicos, fue dado de baja y desarmado en 1930, tras lo cual, su casco fue vendido para desguace en 1933.